# Plagiopsola strandi
Plagiopsola strandi är en insektsart som beskrevs av Schmidt 1927. Plagiopsola strandi ingår i släktet Plagiopsola och familjen Caliscelidae. Inga underarter finns listade i Catalogue of Life.